# شهرستان جاجرم
شهرستان جاجرم در جنوب‌غربی استان خراسان شمالی قرار گرفته و از شمال به شهرستان سملقان، از غرب به شهرستان گرمه، از جنوب به شهرستان میامی در استان سمنان، از جنوب شرق به شهرستان جغتای در استان خراسان رضوی، از شرق به شهرستان اسفراین و از شمال شرق به شهرستان بجنورد محدود می‌شود. این شهرستان با مساحت ۳٬۶۵۴ کیلومتر، دارای ۳ شهر، ۳ بخش، ۵ دهستان و ۵۵ آبادی است. جمعیت شهرستان جاجرم در سال ۱۳۹۰ بالغ بر ۳۶٬۸۹۸ نفر برآورد گردیده است.
جاجرم دارای جاذبه‌های فراوان طبیعی و تاریخی می‌باشد که فهرست کوتاه آن شامل رباط قِلّی، قلعه جلال الدین جاجرم، موزه، قلعه نارین، موزه مردم‌شناسی، بقعه خواجه علی بن مهزیار، مسجد جامع، حوز انبارهای متعدد، قلعه کاظم خان کوشک جاجرم، کویر بکر و رودخانه آب شور جهت آب درمانی، تنگه گزی، کوه باباو… می‌باشد.

## شهر جاجَرم
آغاز شکل‌گیری این شهر به همان زمانی که در تمدن‌های تپهٔ حصار دامغان، تپهٔ سیلک کاشان و تپهٔ یحیی بوده است، می‌رسد که باید حداقل قدمتی۸ تا ۱۲ هزار سال داشته باشد و حتی در سده‌های پس از هجرت نیز همچنان از نظر آب و هوایی از موقعیت خوبی برخوردار بوده است که باعث دوام و گسترش این ناحیه گردیده است. چنان‌که در فرهنگ آنندراج آمده است «جاجرم نام ولایتی است در خراسان، قصبه‌ای معمور و آباد و قلعه بزرگی دارد که در وسط واقع است و اطراف آن بساتین و مزارع دارد».

## جغرافیا
این شهرستان پیش از تفکیک شهرستان گرمه در سال ۱۳۸۵، تعداد ۵۸٬۴۸۳ نفر جمعیت داشته است. اما پس از جدا شدن گرمه، در سال ۱۳۸۹، جمعیت آن در حدود ۴۰٬۷۴۴ نفر تخمین زده می‌شود.
شهرستان جاجرم در جنوب‌غربی استان خراسان شمالی واقع است و از طرف شمال به شهرستان بجنورد (مرکز استان)، از شمال غرب به استان گلستان، از شرق به اسفراین از جنوب شرق به شهرستان جغتای در خراسان رضوی و از سمت غرب به شهرستان شاهرود (استان سمنان) محدود می‌شود.

## تقسیمات کشوری
این شهرستان از نظر تقسیمات کشوری شامل سه بخش است.
- بخش مرکزی شهرستان جاجرم
- بخش دشت شوقان
- بخش دشت سنخواست

## آب و هوا
آب و هوای منطقه نیمه استپی، گرم و خشک می‌باشد. میانگین بارش ۱۳۴ میلی‌متر است. جهت باد غالب از شمال‌غربی است و متوسط سرعت باد ۸٫۵ متر بر ثانیه (۳۰ کیلومتر بر ساعت) است. میانگین دما ۱۶٫۵ درجه سانتیگراد و میانگین رطوبت ۵۰٪ است. حداقل دمای ثبت شده ۱۳٫۲- درجه و حداکثر دمای ثبت شده ۴۱٫۴ درجه بوده است.
آب و هوای جاجرم «معتدل و خشک، بیشترین درجهٔ گرما در تابستان‌ها تا ۴۰ درجه بالای صفر و کم‌ترین درجه در زمستان‌ها تا ۱۵ درجه زیر صفر و میزان بارندگی سالانه حدود ۱۵۰ میلی‌متر است(۱).

### ناهمواری‌ها (کوه‌ها، رودخانه‌ها و دشت‌های مهم)
از مهم‌ترین ارتفاعات این شهرستان می‌توان به کوه‌های زیر اشاره کرد:
۱. کوه سالوک با ارتفاع ۲٬۶۵۹ متر از رشته‌کوه‌های آلاداغ
۲. کوه بهار با ارتفاع ۲٬۴۲۵ متر
۳. کوه اتاق گاهی با ارتفاع ۱٬۸۶۴ متر
۴. کوه خواجه با ارتفاع ۱٬۳۰۱ متر
۵. کوه اوزوم با ارتفاع ۲٬۰۵۰ متر
از دشت‌های مهم شهرستان می‌توان به موارد ذیل اشاره کرد:
1. دشت جاجرم: یکی از دشت‌های میان‌کوهی شهرستان بوده که مهم‌ترین سکونتگاه شهرستان در آن تکوین یافته است.
2. دشت شوقان: یکی از دشت‌های میان‌کوهی بوده که توسط کوه‌های مرتفع آلاداغ محصور شده است.
3. دشت سنخواست: یکی از دشت‌های حاصلخیز بوده که توسط مواد آبرفتی پوشیده شده است.

از تنگه‌های مهم این شهرستان می‌توان به تنگهٔ دربند و تنگهٔ گزی اشاره کرد.
مهم‌ترین رودخانه‌های شهرستان عبارتند از:
1. رودخانهٔ کال شور جاجرم: شاخه‌های اولیهٔ این رودخانه از ارتفاعات بینالود سرچشمه گرفته، به‌طوری‌که آب‌های منطقه نسبتاً وسیعی از شمال غرب منطقهٔ خراسان و مناطق شرقی سمنان جمع‌آوری و به کویر نمک می‌رساند. این سرشاخه‌ها به نام‌های کال شور و کال ولایت در جنوب شهر اسفراین به هم پیوسته و رودخانهٔ کال شور جاجرم را به وجود می‌آورند. جهت مسیر این رودخانه جنوب شرق-شمال غرب بوده که پس از وارد شدن به دشت جاجرم به سمت جنوب تغییر مسیر داده و شاخه‌های مهمی مانند جوین، کال شور شاهرود و رودخانهٔ سبزوار را در ادامهٔ مسیر خود دریافت می‌کند و پس از آن وارد حاشیهٔ شمالی دشت کویر گردیده و در ریگزارهای آن فرومی‌رود. این رودخانه دارای جریان دائمی بوده و به صورت زهکشی آب زیرزمینی، در فصول بدون بارندگی می‌باشد که به دلیل غلظت زیاد املاح قابل استفاده نیست.
2. رودخانهٔ فصلی دربند: این رودخانه یکی از از شاخه‌های رودخانهٔ کال شور جاجرم می‌باشد و از دامنه‌های رشته‌کوه‌های آلاداغ سرچشمه گرفته و در جهت غرب به شرق جریان پیدا می‌کند و وارد دشت شوقان می‌شود این دشت را مشروب نموده و به سمت جنوب تغییر مسیر می‌دهد و پس از عبور از درهٔ دربند و روستای دربند وارد زمین‌های روستای اندوقان و در نهایت وارد رودخانهٔ کال شور می‌شود

## پیشینه
«در سال ۱۳۶۹ ضمن بررسی اطراف جاجرم در مجاورت تپه‌ای به نام «تپهٔ پهلوان» تعداد فراوانی تیغه و ابزار سنگی مشاهده شد که با توجه به کیفیت ساخت و پرداخت آن‌ها می‌توان گفت بازمانده از اجتماعات دوران میان سنگی می‌باشند.»
با استناد به گزارش هیئت بررسی و شناسایی آثار باستانی خراسان، قدیمی‌ترین سفال‌های به دست آمده از تپه‌های باستانی این شهر (تپهٔ کلاته حسن) متعلق به هزارهٔ چهارم قبل از میلاد است. در طول هزارهٔ اول قبل از میلاد، اقوامی در منطقه ساکن بوده‌اند که مشخصهٔ آنان استفاده از سفال خاکستری است آثار باقی‌مانده از حضور آنان را می‌توان در اتلال دوشگلی(Doshagly) و رباط عشق جستجو نمود.
مطالعهٔ شواهد تاریخی و باستان‌شناسی نشان می‌دهد که «گذشته از سوابق درخشان تاریخی جاجرم از پیش از اسلام، در دوران تاریخی نیز شدیداً مورد توجه بوده و وجود مقابر و مساجد از قرن پنجم و هفتم هجری و تپه‌های عظیم اسلامی این مطلب را تأیید می‌کند
در کتاب حبیب السیر بارها از جاجرم در کنار شهرهای مهمی چون قزوین، ری اصفهان، دامغان، جاجرم، جرجان و مشهد نام برده شده است؛ که نشانگر اهمیت این شهر است. طبق نوشته‌های خواندمیر، پادشاهان ایلخانی بارها در لشکرکشی‌هایی که به منظور سرکوب شورشیان انجام می‌دادند، در این شهر اقامت یا از آن عبور کرده‌اند
کلنل چارلز ادواردییت، که در دوران قاجار از جاجرم بازدید کرده است، در سفرنامهٔ خویش از سکهٔ مکشوفه‌ای دارای تاریخ ۷۳۹ ه‍.ق یاد کرده که در ضربخانهٔ جاجرم ضرب شده بود. از آن جا که این شهر. «... در مسیر جادهٔ ابریشم بین دو ایستگاه نیشابور و دامغان قرار داشته…» همواره به آن توجه می‌شده است. راه دیگری نیز که استرآباد (گرگان قدیم) می‌گذشت شهرهای حاشیهٔ جنوبی دریای خزر را از طریق جاجرم به خراسان متصل می‌ساخت. چنان‌که به فرمان امیر علیشیر نوایی، وزیر با تدبیر تیموریان، سه کاروانسرای مهم عشق، قلی (Qelly) و قره‌بیل (Qarabill)در مسیر همین راه در منطقهٔ جاجرم ساخته شد.
«کلاویخو» سفیر دربار اسپانیا، در مسیر سفر خویش به دربار تیموریان از این شهر عبور کرده، قلعهٔ واقع در این شهر را توصیف کرده است.
در جاجرم علاوه بر تات‌ها، که قدیمی‌ترین ساکنان این دیراند، ترکان گرایلی، طوایف عرب، روس‌ها و بخارایی‌ها سکنی گزیده‌اند. این اختلاط نژادی، بی‌شک، ناشی از موقعیت جغرافیایی خاص آن بوده است.
ترکان گرایلی شامل دو طایفهٔ مهم رمضانلو و مقصودلو هستند. گروه اول در دوران نادرشاه و گروه دوم در زمان محمد شاه قاجار از منطقهٔ کالپوش به این ناحیه آمده‌اند.
«در حال حاضر از این مردم فقط خانوارهایی معدود مانده که آن‌ها نیز ترکی را از یاد برده و فارسی تکلم می‌کنند».
«این ناحیه برای سالیان متمادی تحت سرپرستی حاکم بجنورد اداره می‌شد. اما قبل ازآن، گاهی از توابع استرآباد، بسطام یا نردین محسوب می‌شده است» و از دوران حیدرقلی خان سهام الدوله (از ایلخانان بجنورد در دوران قاجاریه) جزء قلمرو حکومت بجنورد شده است.
جاجرم در طول تاریخ خویش بارها، به دلیل هجوم طوایف ازبک و ترکمن، آسیب فراوان دیده است. در مرکز شهر جاجرم قلعه‌ای موسوم به «نارین قلعه» وجود دارد که تا اواخر دوران قاجار از آن استفاده می‌شده است. سیاحانی که در قرون اخیر از جاجرم عبور کرده‌اند. هر یک، این قلعه را توصیف کرده‌اند. این امر از ثباتی همیشگی در این قلعه حکایت دارد. بی شک ساکنان جاجرم در این دوره‌ها به دنبال آرامش و امنیتی بوده‌اند که جز در پناه دیوارهای بلند این قلعه فراهم نمی‌آمده است. خاور بی‌بی شادلو (خواهر یارمحمدخان سهام‌الدوله، حکمران بجنورد معاصر با ناصرالدین شاه و مظفرالدین شاه قاجار) در سفرنامهٔ خویش شرحی از این قلعه آورده است.

## گردگشری
کهن‌ترین و شاخص‌ترین بنای استان خراسان شمالی مسجد جامع جاجرم است که در مجموعه بافت قدیمی این شهرستان واقع شده است.
جاجرم بخاطر آثار متعدد تاریخی و باستانی یکی از مناطق ارزشمند و شایان توجه باستانشناسی در استان خراسان شمالی است. این منطقه باستانی دارای آثار مهمی همچون محوطه تاریخی تپه پهلوان، تپه حیدران و… با قدمت هفت هزار سال و نیز بناهای باارزشی نظیر مسجد جامع جاجرم است.

### مسجد جامع جاجرم

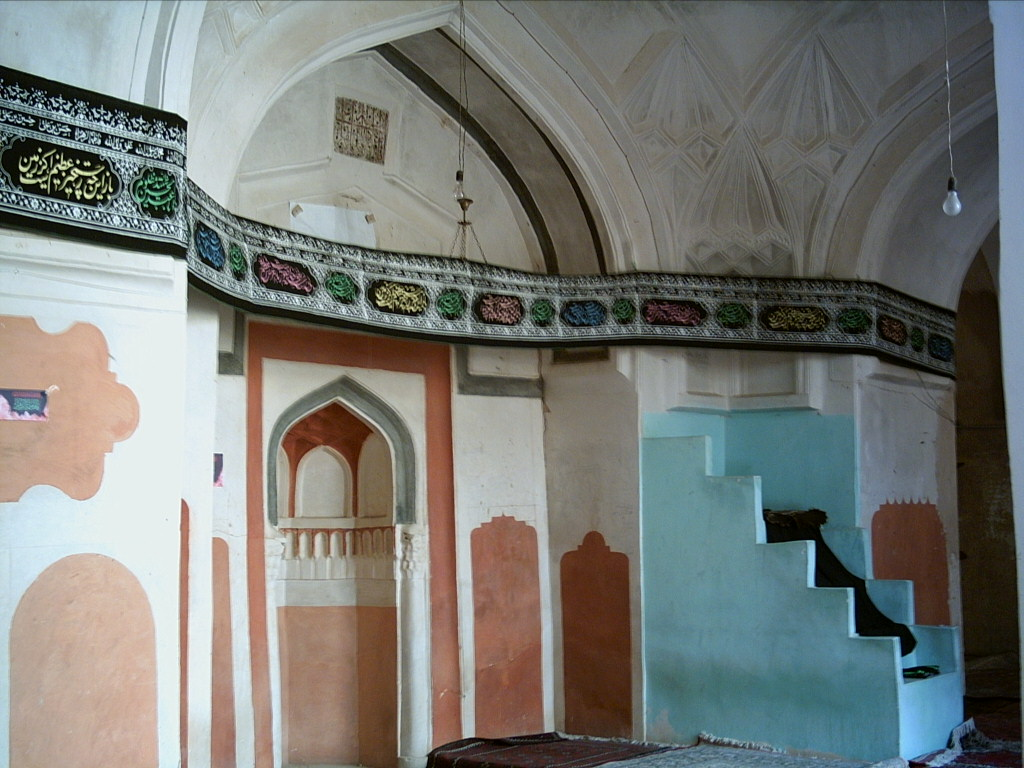
محراب مسجد

این بنا در داخل شهر جاجرم و در جنوب شرقی تپهٔ قلعه (نارین قلعه) واقع است. مسجد جامع جاجرم از نوع مساجد شبستانی است و پلان آن، «ابتدایی‌ترین سبک مسجدهای چهار ایوانی» را القا می‌کند. ورودی بنا در ضلع شمالی آن واقع است و به یک صحن کوچک با ابعاد ۵ / ۷ ضربدر ۵ / ۷ متر محدود می‌شود. شبستان‌های مسجد در دو ضلع شرقی و غربی این صحن قرار دارند. جهت صحن، شمالی - جنوبی است و ضلع جنوبی آن از طریق یک ورودی بزرگ و رفیع به فضای گنبدخانه منتهی می‌شود. محراب مسجد با ارتفاع ۲۳۵ سانتیمتر و عمق ۸۵ سانتیمتر در ضلع جنوبی گنبدخانه است. دایرهٔ گنبد این بنا با کمک تکنیک ترمبه زنی اجرا شده است. رأس این ترمبه‌ها به شکل ترکش‌های خورشیدی و پایین آن‌ها به شکل لوزی‌های منظم و ذوزنقه‌هایی است که اضلاع پایین آن‌ها بر روی پایهٔ ترمبه استوار است. داخل گنبد به شکل نیم کاسهٔ ساده‌ای است که مرکز آن به یک ستارهٔ ۲۴ پر، که به‌طور برجسته کار شده مزین است.
فضای شبستان به وسیلهٔ طاق و تویزه پوشش یافته است. در پشت دیوار شرقی شبستان ضلع شرقی، یک فضای الحاقی اضافه شده که بیشتر در زمستان‌ها از آن استفاده می‌شود. این مسجد کوچک فاقد عناصری چون ایوان رفیع و مناره است و در مجموع نمای بیرونی آن فاقد تزیینات بوده و به استثنای سه عدد کاشی که بر پیشانی ایوان جنوبی جای دارد، قسمت عمدهٔ تزیینات را باید در گنبد خانه جستجو کرد. در این قسمت می‌توان از «تزیینات گچبری… ترمبه‌ها، لچکی‌ها و کاربندی زیر گنبد نام برد.»
«مصالح بنا کلاً سنگ، ملاط گچ، اندود کاهگل و گچ است که به‌طور حتم در اصل تزییناتی از کاشی نیز داشته است…».

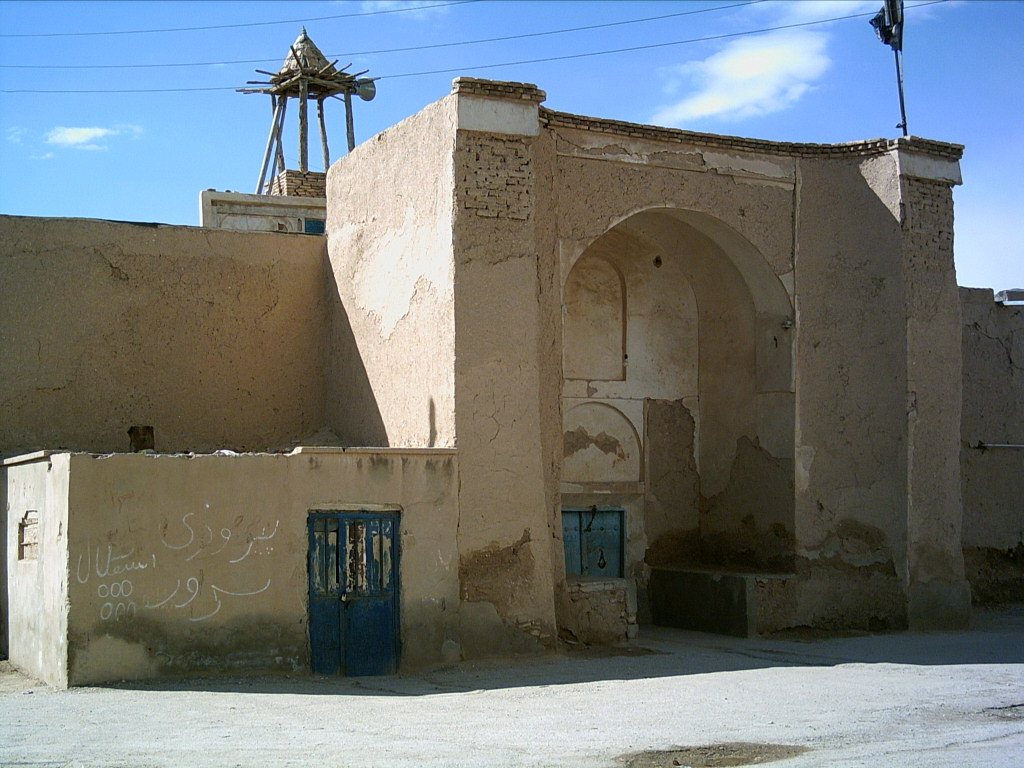
مسجد جامع جاجرم

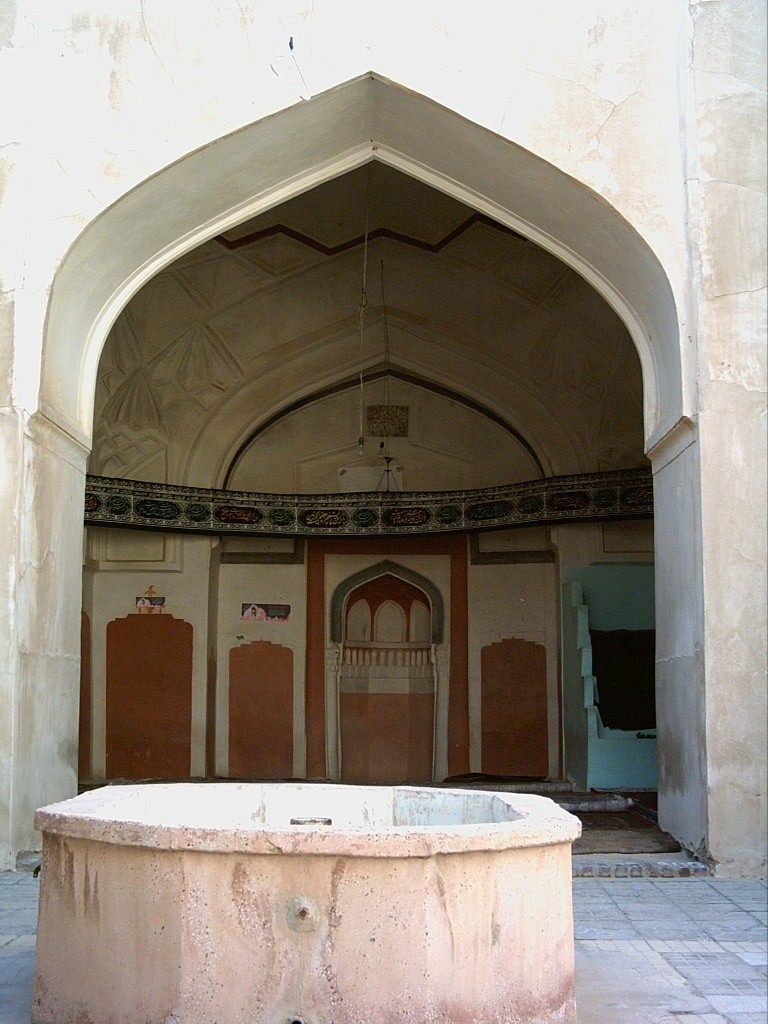
حیط مسجد

#### تاریخ بنای مسجد جامع جاجرم
سبک معماری اجرا شده در این مسجد بسیار ساده و ابتدایی به نظر می‌رسد. همچنین کوچک بودن ابعاد مسجد نیز این بنا را در نگاه اول حقیر جلوه می‌دهد. با این حال پلان آن از نوع ابتدایی‌ترین سبک مساجد چهار ایوانی اما «در مقام مقایسه با مساجدی نظیر مسجد جامع فهرج سبک تکامل یافته تری را نشان می‌دهد… و با استناد به معماری موجود و اجرای قوس‌ها و دهانه‌ها و ابعاد آن‌ها (احتمالاً) به قرن چهارم یا پنجم هجری تعلق دارد و در عداد یکی از ارزنده‌ترین آثار مذهبی به‌شمار می‌آید.»
مؤلف مطلع الشمس کتیبهٔ کاشی‌های موجود در بنا را چنین توصیف کرده است: «بالای این صفه که کتیبهٔ مقصوره است سه آجر کاشی نصب شده در روی یک آجر سبز که دو ثلث آن شکسته، نوشته شده است: «توکلت» و در یک طرف «علی الله». در یک طرف و فی‌مابین صورتی شبیه به (مجمر) آویخته شده و با خط سیاهی است و در گوشهٔ دیگر آجر نوشته است «خدای بر آن بنده مسلمان» و زیر این عبارت «در کار» و زیر آن «بر عشر معروف» و زیر آن، «دههٔ محرم سنه» پایین‌تر از آن «تقبل الله منه». در آجر کاشی وسط با خط جلی برجسته لفظ «یا احد» نوشته شده است. دربالای آجر سبز دیگر «لااله الا الله محمد رسول‌الله» و در زیر: سورهٔ فاتحة الکتاب، بعد از آن سوره توحید و در زیر «بتاریخ بیستم ماه سنهٔ سبع و سبعین». بعد از «سبع و سبعین» کلمهٔ لا یقرا [ناخوانا] که ظن قریب به یقین «خمسمائه» بوده و به نظر می‌رسد، در یک طرف طول آجر نیز نوشته شده است. (ان الدین عند الله الاسلام) و در طرف دیگر (شهد الله انه لا اله الا هو و الملائکة و اولوا العلم قائما بالقسط). این آجرها را از محل دیگر به اینجا آورده و نصب کرده‌اند. حالا آن محل خارج از مسجد بوده یا داخل الله اعلم…».
در حال حاضر کتیبهٔ کاشی‌های ایوان جنوبی، آسیب دیده و کلمهٔ «خمسمائه» از بین رفته است. در گزارش هیئت بررسی و شناسایی آثار و بناهای تاریخ خراسان دربارهٔ کتیبه‌های دیگر این بنا چنین آمده است: «... به گفتهٔ چند ریش سفید، کاشی دیگری در این مسجد وجود داشته که اشعاری بر آن نوشته شده بود و حاکی از تعمیرات بنا بوده است و این مطالب از زبان آن هاست:
توفیق ز حضرت واحد شد
درویش علی، ساعی این مسجد شد
تاریخ طلب نمودم از پیر خرد
گفتا ز غنچه ه ساقط شد»
ماده تاریخ درج شده در بیت دوم، یعنی «غنج»، برابر است با ۱۰۳۴ که در این سال تعمیراتی در بنا انجام شده است. احتمالاً در نمای ایوان جنوبی مسجد کاشی‌هایی وجود داشته که تاریخ احداث آن را نشان می‌داده است و بعدها از بین رفته‌اند. سه کاشی کنونی نیز در تعمیرات بعدی به گونه‌ای نامأنوس جایگزین آن‌ها شده‌اند. این کاشی‌ها، که اعتماد السلطنه نیز شرح مبسوطی از آن‌ها ارائه داده است، از لحاظ تکنیک ساخت و رنگ لعاب با کاشی‌هایی که زمانی در دورن مقبرهٔ علی بن مهزیار قرار داشته‌اند قابل مقایسه هستند. (این کاشی‌ها در اواخر دوران قاجاریه به مقبرهٔ «بش قارداش» در شش کیلومتری جنوب بجنورد منتقل شده‌اند؛ و در حال حاضر در گنجینهٔ هنرهای اسلامی تهران نگهداری می‌شوند). بنابراین تاریخ مذکور در این کاشی‌ها (۵۷۷ ه) به زمان ساخت بنا ارتباطی ندارد.

### مقبره علی بن مهزیار
«ابوالحسن علی بن مهزیار از اعاظم اصحاب ائمهٔ اطهار است. اصلاً از تخمهٔ عجم و مردم ایران به‌شمار می‌آید. پدرش، مهزیار، کیش ترسا داشته و در بلدهٔ دورق می‌نشسته از توابع ملک اهواز. او را توفیق الهی نصیب افتاده و به شرف اسلام فایز گشت. بعضی گفته‌اند پسرش علی نیز به اصغر سن و حداثت عمر مسلمان شد و به حق اهل بیت معرفت به هم رسانید…»
علی بن مهزیار از سوی علی بن موسی الرضا و محمد تقی مقام نمایندگی و وکالت در نواحی جاجرم را داشته و تألیفات و کتب متعدد از وی بر جای مانده است.
مقبرهٔ علی بن مهزیار در دو کیلومتری شرق جاجرم و در میان قبرستان شهر قرار دارد. گویا در گذشته علاوه بر این بنا چند بقعه تاریخی دیگر نیز در این محل وجود داشته که امروزه اثری از آن‌ها بر جای نمانده است.
بنا دارای پلان مربع و عبارت است از یک اتاق که در ارتفاع چهار و نیم متری به وسیلهٔ چهار ترمبهٔ عمیق و چهار طاقنمای تزیینی به هشت ضلعی تبدیل شده و گنبد بنا بر روی آن استوار شده است. در هر ضلع و در فواصل بین ترمبه‌ها پنجره‌ای برای تأمین نور فضای داخل تعبیه شده است.
ورودی بنا در ضلع شمالی آن قرار گرفته و در بالای آن تزیینات مقرنس کاری به چشم می‌خورد. اتاق مقبره در پشت این ورودی واقع است. به‌طور کلی فرم بنا به شکل چهار طاقی است که چشمهٔ طاق‌های شرقی و غربی آن مسدود شده است.
صنیع الدوله در توصیف قبر موجود در داخل این بقعه آورده است: «شکل قبری که سه ذرع طول و یک ذرع و سه چارک عرض دارد و در بقعه موجود است و در بالای قبر آجرهای کاشی سبز ممتاز نصب کرده‌اند و آیات شریفهٔ قرآنی به خط ثلث با گل و بوته بر روی آجرها برجسته رسم شده، اما چون افغان‌ها این آجرها را خراب کرده و در ثانی رسم نموده‌اند از ترتیب افتاده و آیات مبارکات خوانده نمی‌شود.»
همچنین کلنل ییت، که گویا از آخرین افرادی بوده که کاشی‌ها را در این بنا دیده است، در توصیف این کاشی‌ها آورده است: «... در این بنا نوشته‌ای که روی آن نام این شخص ذکر شده باشد وجود نداشت. در این‌جا تنها نکتهٔ جالب برای ما این بود که این قبر تا ارتفاع دو متر و ده سانتیمتر یا دو متر و چهل سانتیمتری از کاشی‌های آبی رنگی، که آیه‌های قرآن با خطوط درشتی روی آن‌ها نقش شده بود، پوشیده بود. این کاشی‌ها ۴۵ تا ۶۰ سانتیمتر عرض داشتند و خیلی خوب ساخته شده بودند. به نظر می‌آمد که این کاشی‌ها را از بنای دیگری برداشته و در این‌جا نصب کرده باشند؛ زیرا بیشتر آن‌ها به‌طور وارونه یا غیر منظم کار گذاشته شده بودند. به‌طور کلی بر روی این کاشی‌ها نتوانستیم تاریخی پیدا کنیم.»
قابل ذکر است که سرانجام یار محمد خان شادلو، ایلخانی بجنورد(۱۲۵۴–۱۳۲۲ ه‍.ق)، به هنگام ساخت مقبره اش در «بش قارداش» این کاشی‌ها را از محل خارج و در داخل مقبرهٔ خود نصب نمود. در سال ۱۳۱۶ رئیس معارف بجنورد آن‌ها را به ادارهٔ معارف و اوقاف خراسان تحویل داد. و در حال حاضر در «گنجینهٔ هنرهای اسلامی» تهران با شمارهٔ ثبت ۳۲۷۸ نگهداری می‌شوند. این کاشی‌ها با رنگ فیروزه ای تیره و دارای خطوط ثلث با رنگ سیاه هستند. این خطوط شامل آیهٔ شریفهٔ ۱۸ از سورهٔ آل عمران و آیات ۲۵۵ و ۲۵۶ سورهٔ مبارکهٔ بقره هستند.
این مقبره در سال ۱۳۵۷ یک بار مرمت شده است و در سال ۱۳۷۱ نمای بیرونی آن با استفاده از آجر سفال بازسازی شده است. همچنین گنبد بنا در سال ۱۳۷۸ با ایزوگام پوشش یافته و فضای داخلی بنا نیز در سال ۱۳۷۹ گچ اندود شده است.

#### تاریخ بنای مقبره علی بن مهزیار
چنان‌که اشاره شد فرم کلی بنا عبارت است از یک فضای مربع که گنبد بر روی آن تعبیه شده است، این سبک با سبک اجرا شده در مقابر منفرد عصر مغول قابل مقایسه است.
گویا در زمان بازدید هیئت بررسی و شناسایی آثار و بناهای تاریخی خراسان، در اطراف بنا خرده آجرهای لعابدار و فیروزه ای رنگ و کاشی‌های آبی و قطعات گچبری‌هایی وجود داشته که به نظر سرپرست هیئت با توجه به رنگ آجرها، نوع گچبری‌ها و همچنین فرم گنبد، ساخت اولیهٔ این مقبره به قرن هفتم تا دورهٔ تیموری مربوط می‌شود.

#### هویت مقبره علی بن مهزیار
گروهی از محققان بر این باورند که این مقبره بن علی بن مهزیار تعلق ندارد؛ زیرا او در شهر اهواز مدفون است رضا احمدی بجنوردی، محقق تاریخ جاجرم، در مقاله‌ای ضمن تلاش برای اثبات تعلق این مقبره به علی بن مهزیار اهوازی، علت پیش آمدن این تردید را چنین بیان داشته است: «تشابه اسمی بین علی بن مهزیار و علی بن ابراهیم بن مهزیار و نیز ذکر برخی از احادیث با کلمهٔ قال ابن مهزیار باعث به اشتباه افتادن بعضی از علمای رجال شده و هر دو نفر را یکی دانسته‌اند. اهالی جاجرم، که چندین سال قبل جهت تعمیر بنای آرامگاه خواجه مهزیار نبش قبر کرده بودند، اولاً جنازهٔ وی را سالم یافته و از آن روز اعتقاد کاملی پیدا کرده و نذورات فراوان می‌کنند؛ ثانیاً سنگ قبری کشف کرده‌اند؛ که نوشت شده «هذا مرقد ماهزیار» و قسمتی از سنگ هم خوانده نمی‌شود. چنین به نظر می‌رسد که آرامگاه جاجرم مربوط به علی بن مهزیار و بقعهٔ موجود در اهواز مربوط به علی بن ابراهیم بن مهزیار باشد.»

### حمام قدیمی جاجرم
حمام قدیمی جاجرم نیز یکی از بناهای دوره صفوی است که در بافت فرسوده شهری و به فاصله نزدیکی در پای دامنه جنوبی تپه نارین قلعه و در شمال مسجد جامع جاجرم واقع شده است. این حمام به صورت نیمه زیر زمینی ساخته شده و از بخشهای مختلف شامل رختکن یا سربینه، گرمخانه، خزینه، آب‌انبار و قسمت‌های بیرونی شامل گلخن و منبع آب گرم تشکیل شده است.
در بخشهایی از کف گرمخانه نقوش زیبای اسلیمی و ختایی بر سنگ نقش شده که در نوع خود منحصربه‌فرد است.

### امامزاده ابراهیم روستای دربند
بنای امامزاده ابراهیم در یک کیلومتری شمال روستای دربند از توابع بخش سنخواست جاجرم واقع است. این بنا در کنار جادهٔ آسفالته‌ای، که روستای دربند را به روستای جوشقان متصل می‌کند قرار گرفته است و به اعتقاد اهالی، مدفن امامزاده ابراهیم، برادر علی بن موسی الرضا است.

#### توصیف کلی بنا
بنای مقبره بر بالای یک صفحهٔ کم ارتفاع قرار گرفته است که این ارتفاع را می‌توان توسط چند پله، که در حال تخریب هستند، پیمود. بنا دارای نقشهٔ چهار ضلعی و متأثر از سبک چهار طاقی است. پلان چهار ضلعی بنا در ارتفاع ۵ / ۳ متری با ایجاد یک پوشش مثلثی شکل بر کنج‌ها و یک طاقنمای کم عمق در هر ضلع و چهار طاقنمای دیگر با چهار روزنه در وسط اضلاع به پلان هشت ضلعی تبدیل شده، سپس دایرهٔ گنبد، که از داخل به شکل نیم کاسه است، تعبیه شده است. (۳۷)
در حال حاضر داخل مقبره با گچ اندود شده و و درهای ورودی واقع در اضلاع شمالی و غربی و مسدود شده و به شکل طاقنما درآمده‌اند. ورودی‌های اضلاع شرقی و جنوبی باز هستند؛ و ورودی شرقی با پوشش جناقی سقف شده است. داخل مقبره فاقد هر گونه تزیینات است. در نمای خارجی بنا، در طرفین هر ورودی، یک منارهٔ کوتاه تزیینی تعبیه شده است. نمای داخلی و خارجی بنا در دوره‌های مختلف چندین بار گچ اندود شده است. در داخل ایوان‌های شرقی و شمالی بنا بقایای تزیینات گچبری به چشم می‌خورد که به روش قالبی ایجاد شده‌اند. در اطراف بنا قضاهای الحاقی وجود دارد که بر اثر عوامل جوی و فرسایش رو به ویرانی نهاده‌اند.
آنچنان که در گزارش هیئت بررسی و شناسایی آثار و بناهای تاریخی خراسان ثبت شده است. این بنا در اوایل دههٔ پنجاه از وضعیت نسبتاً مطلوبی برخوردار بوده است. در اطراف بنا جدول‌کشی‌هایی موجود بوده و در محوطهٔ اطراف درختکاری داشته است. (۳۸) در زمان بازدید (سال ۱۳۸۰) تنها یکی دو درخت در نزدیکی بنا مشاهده شد. همچنین در محوطهٔ پیرامون بنا حفره‌های متعددی توسط سودجویان و حفاران غیرمجاز حفر گردیده و حتی در دیواره‌های بنا نیز حفره‌هایی ایجاد شده بود.
این بنا در حال حاضر متروک شده و اهالی روستای دربند از محوطهٔ اطراف آن برای تدفین استفاده نمی‌کنند و این امر درصدمه دیدن بنا بی‌تأثیر نبوده است.

#### تاریخ بنای امامزاده ابراهیم
در حال حاضر بنا فاقد کتیبه‌ای است که در تعیین قدمت آن راهگشا باشد. «آنچه مسلم است زیر ترمبه‌ها و طاقنماها ازاره‌ای به چشم می‌خورد که سابق بر این به‌طور حتم کتیبه‌ای داشته است. تکه‌های گچبری به دست آمده در اطراف بنا و خاکبرداری‌های داخل صحن این مطلب را تأیید می‌کند.»(۳۹) بنابراین برای تعین قدمت بنا باید به فرم و سبک‌های معماری اجرا شده در آن توجه داشت. «نمای بیرونی بنا و حالت کلی آن یک بنای قرن هفتم را به ذهن بیننده القا می‌کند. به خصوص از نظر پلان و اجرای طاق‌ها و طاقنماها بی‌شباهت به بناهای قرن هفتم، که در جاجرم و گرمه دیده می‌شود، نیست؛ ولی به علت کوهستانی بودن این منطقه و در معرض برف و باران بودن، نماسازی آن به کلی با بناهای دیگر متفاوت است و الحاقاتی قطور و ضخیم در چهار گوشهٔ بنا ایجاد شده که دایرهٔ گنبد از بالای رأس این ترمبه‌ها و طاقنماها شروع شده و به صورت کلاه خودی درآمده است.»(۴۰)

### حفظ و مرمت آثار باستانی
مورخانی که به تاریخ منطقهٔ جاجرم پرداخته‌اند از بناهای مذهبی این منطقه نامی به میان نیاورده‌اند. تا در شناخت هویت واقعی و قدمت این بناها راهگشا باشند. از طرفی این بناها به دلیل اقبال مردم منطقه به آنها، در دوره‌های مختلف تعمیر شده و به ناچار دخل و تصرفاتی در آن‌ها صورت گرفته است که گاه باعث مخدوش شدن اصالت این بناها شده است. با این حال ساختار اصلی بناهای مذهبی موجود، به لحاظ کاربرد طاق و قوس‌ها برای کاهش وزن جرزها قابل مقایسه با سبک رایج در مقابر مربوط به قرون هفت و هشت هجری هستند.
در میان این بناها، بنای امامزاده ابراهیم دربند، به دلیل سبک معماری خاص، در ردیف آثار ارزشمند منطقه محسوب می‌شود و با وجود آسیب‌هایی که بر آن وارد آمده است هنوز هم توجه هر شخص علاقه‌مند به میراث فرهنگی را جلب می‌کند، به همین دلیل باید مرمت آن به نحوی انجام شود که به ارزش‌های تاریخی آن لطمه‌ای وارد نشود.

## مردم‌شناسی
این شهرستان دارای تنوع قومیتی فارس، تات، کرد، ترک و آداب و رسوم و سنن خاص و متفاوت با دیگر مناطق استان خراسان شمالی است.
اغلب مردم جلگهٔ پهناور شوقان و منطقه‌ای به نام چهارده سنخواست به زبان تاتی تکلم می‌کنند که زبان بومی شمال خراسان است.
شهر سنخواست و روستاهای اندقان، خراشا، کرف، جربت، دوبرجه، ملاویس، دربند، طبر و غیره از جمله مناطق تات‌زبان این شهرستان هستند.
مردم روستاهای ارک، قراجه رباط، کلاته شور، قلی و کلاته موری به زبان کردی و مردم روستای کلاته ترک‌ها به زبان ترکی و مردم روستای قمیطه نیز تقریباً به فارسی جاجرمی صحبت می‌کنند.
طایفهای گرایلی یا نایبها، مقصودی، رمضانلو، شیخ الاسلامی، شاکری از قدیمیترین طوایف تشکیل دهندهٔ شهر جاجرم می‌باشند.
.